# Daouda Camara
Daouda Camara (sinh ngày 20 tháng 8 năm 1997) là một cầu thủ bóng đá Guinea.